# 南平獠
南平僚，东汉、魏晋称“板楯七姓蛮”，亦称“賨人”，唐朝时称南平（今綦江南）獠。
南平僚部族数十，居今四川、贵州、云南交界地区。一般竹木楼居，登梯上下，称为干阑。有的山谷中，风俗喜在高树建造房屋，称为阁阑。以农业为主，看树叶来区别四季。当地女多男少，女方常先以货物至男家。其王姓朱氏，号称为剑荔王，遣使内附，唐朝以其地隶于渝州。到宋朝称之为渝州蛮。
治平、熙宁年间，“熟夷”李光吉、王衮、梁承秀（一作梁秀）等三族据其地，各有众数千家。间以威势胁诱汉户，伪为“生獠”劫掠边民，后被转运使孙固等荡平。熙宁三年（1070年）北宋建为南平军。居于渝州（恭州，今重庆市）东、南、西各地和南平军（治今重庆綦江南）一带，其西接乌蛮、昆明、哥蛮、大小播州。

## 延伸阅读
[在维基数据编辑]
 《舊唐書·卷197》，出自刘昫《舊唐書》
 《新唐書·卷222下》，出自《新唐書》